# Czaplinek (gmina)
Pour les articles homonymes, voir Czaplinek (homonymie).
Czaplinek est une gmina mixte du powiat de Drawsko, Poméranie occidentale, dans le nord-ouest de la Pologne.

## Description
Son siège est la ville de Czaplinek, qui se situe environ 29 km à l'est de Drawsko Pomorskie et 111 km à l'est de la capitale régionale Szczecin.
La gmina couvre une superficie de 364,72 km2 pour une population de 11 795 habitants.

## Géographie
Outre la ville de Czaplinek, la gmina inclut les villages de Bielice, Broczyno, Brzezinka, Buszcze, Byszkowo, Chmielewo, Cichorzecze, Czarne Małe, Czarne Wielkie, Dobrzyca Mała, Drahimek, Głęboczek, Kamienna Góra, Karsno, Kluczewo, Kluczewo-Kolonia, Kołomąt, Kosin, Kuszewo, Kuźnica Drawska, Łąka, Łazice, Łysinin, Machliny, Miłkowo, Motarzewo, Niwka, Nowa Wieś, Nowe Drawsko, Ostroróg, Piaseczno, Piekary, Podstrzesze, Prosinko, Prosino, Psie Głowy, Rzepowo, Sikory, Stare Drawsko, Stare Gonne, Stare Kaleńsko, Studniczka, Sulibórz, Trzciniec, Turze, Wełnica, Wrześnica, Zdziersko, Żelisławie et Żerdno.
La gmina borde les gminy de Barwice, Borne Sulinowo, Jastrowie, Ostrowice, Połczyn-Zdrój, Wałcz, Wierzchowo et Złocieniec.

## Jumelage
- Bad Schwartau (Allemagne) depuis le 16 mai 1993[2]